# Committee on Publication Ethics
Il Committee on Publication Ethics (COPE) è una organizzazione non a scopo di lucro il cui obiettivo è definire linee guida e pratiche riguardanti l'etica nell'editoria scientifica e aiutare editor, editori etc. a osservarle.

## Scopi
COPE fornisce consulenza agli editor e agli editori su tutti gli aspetti dell'etica nell'editoria scientifica e, in particolare, su come gestire casi di condotta scorretta negli ambiti della ricerca e della pubblicazione dei risultati di ricerca. Gestisce inoltre incontri tra i suoi membri, per discutere casi specifici. COPE non compie indagini sui singoli casi, ma incoraggia gli editor ad assicurarsi che tali casi vengano esaminati dalle autorità competenti, come un ente di ricerca.
Inoltre COPE finanzia la ricerca sull'etica in ambito editoriale, pubblica una newsletter trimestrale e organizza seminari nel Regno Unito e negli USA. Tra l'altro, COPE ha creato uno strumento di audit per misurare la compatibilità delle politiche dei suoi membri con il suo Codice di condotta
Nel raggiungimento dei suoi scopi, COPE mantiene legami con Il Council of Science Editors, la European Association of Science Editors, l'International Society of Managing and Technical Editors e la World Association of Medical Editors.

## Storia
COPE viene fondata nel 1997 da un piccolo gruppo di editori di ambito biomedico nel Regno unito. Nel 2016 conta oltre 10.000 membri in tutto il mondo, da tutti gli ambiti di ricerca. Editor di riviste scientifiche e tutti coloro che sono interessati al tema dell'etica nella ricerca e nell'editoria possono iscriversi.
Le prime linee guida di COPE vennero sviluppate sulla base delle discussioni svolte alla riunione dell'Aprile 1999 è vennero pubblicate con il titolo di Guidelines on Good Publication Practice nell'Annual Report 1999. Sulla base di queste, nel 2004, venne resa disponibile la bozza della prima edizione del Codice di condotta per gli editor. La bozza, sottoposta a un'ampia consultazione, sia da parte dei membri dell'organizzazione che di altri editor ed editori, venne pubblicata sul sito web di COPE e commentata da un editoriale sul British Medical Journal.

## Struttura
COPE è gestita da un Governing Council whose members are trustees of the charity. COPE ha un ombudsman per dirimere le controversie tra i propri membri o tra di essi e l'organizzazione. La gestione quotidiana è affidata a un amministratore.